# Mary Gardiner Horsford
Mary Gardiner Horsford (nacida como Mary L'Hommedieu Gardiner; 26 de septiembre de 1824 - 25 de noviembre de 1855) fue una poeta estadounidense y esposa del químico Eben Norton Horsford.
Mary L'Hommedieu Gardiner nació en la ciudad de Nueva York, hija de Samuel Smith Gardiner y Catherine L'Hommedieu. Era descendiente de Lion Gardiner y prima de Julia Gardiner Tyler.
En 1840, comenzó un curso de educación de tres años en la Academia Femenina de Albany. Fue allí donde conoció a su futuro esposo, Eben Norton Horsford, quien entonces era maestro. Su padre, cauteloso con las perspectivas financieras de la joven maestra, negó el permiso para el matrimonio hasta que Horsford obtuvo la Cátedra Rumford de Física, y la pareja se casó el 4 de agosto de 1847. Vivían en Sylvester Manor, que había heredado a través de la familia de su madre.
Su carrera como poeta comenzó en su juventud y continuó durante su matrimonio. Escribió para The Knickerbocker, Godey's Lady's Book y otras publicaciones periódicas. Su poema «My Native Isle», que conmemora su antiguo hogar en Shelter Island, Nueva York, fue uno de los antologados en la colección Poems of Places de Henry Wadsworth Longfellow. En 1855, publicó la colección Indian Legends and Other Poems. El libro recibió críticas favorables. Godey's Lady's Book promocionó la colección como un «volumen de perlas de la fuente del corazón de una de nuestras más dulces poetisas estadounidenses». The North American Review elogió la «gracia, el estilo y la versificación fluida» de los poemas, así como la «seriedad del tono y la pureza del sentimiento cristiano que son sus características principales». Los poemas han atraído críticas retroactivamente por repetir «estereotipos familiares, tanto horribles como románticos» en su aprobación tácita del destino manifiesto.
Mary Gardiner y Eben Horsford tuvieron cuatro hijas: Lilian, Mary Katherine, Gertrude Hubbard (casada con Andrew Fiske) y Mary Gardiner (casada con el juez de la Corte Suprema Benjamin Robbins Curtis). En el otoño de 1855, meses después del nacimiento de su hija menor, Mary Gardiner Horsford contrajo un resfriado que pronto se convirtió en tétanos o trismo. Murió el 25 de noviembre de 1855. The North American Review opinó que su repentina muerte le dio a su poesía «un significado nuevo y melancólico».  The Boston Transcript la elogió y dijo que «sus poemas han sido muy admirados por su versificación fácil y correcta y por sus imágenes simples pero hermosas».
En 1857, el viudo de Mary, Eben Norton Horsford, se casó con la hermana de Mary, Phoebe Dayton Gardiner, y con ella tuvo una hija, Cornelia Horsford.